# Histoire de la Terre du Milieu
 (juillet 2024).
Pour un résumé des événements survenus dans l'univers de fiction de la Terre du Milieu, voir Chronologie de la Terre du Milieu.
L'Histoire de la Terre du Milieu (History of Middle-earth, abrégé en HoMe) est une suite de douze livres regroupant des textes de J. R. R. Tolkien sur Valinor et la Terre du Milieu.
Ce projet, lancé par le troisième fils de J. R. R. Tolkien, Christopher, est un recueil de textes écrits par l'auteur du Seigneur des anneaux tout au long de sa vie, mais jamais publiés auparavant. Il s'agit d'analyser la genèse de toute son œuvre à travers des versions plus anciennes de ses textes, des essais, ou encore des poèmes. Chacun des textes a été légèrement remanié par Christopher Tolkien pour permettre une meilleure lisibilité (en particulier en ce qui concerne la cohérence des noms), et est accompagné par un long commentaire sur les différences avec les autres œuvres et l'évolution des principaux concepts. 

## Volumes
1. Le Livre des contes perdus volume 1 (The Book of Lost Tales 1), traduit par Adam Tolkien (1983) ;
2. Le Livre des contes perdus volume 2 (The Book of Lost Tales 2), traduit par Adam Tolkien (1984) ;
3. Les Lais du Beleriand (The Lays of Beleriand), traduit par Elen Riot et Daniel Lauzon (1985) ;
4. La Formation de la Terre du Milieu (The Shaping of Middle-earth), traduit par Daniel Lauzon (1986) ;
5. La Route perdue et autres textes (The Lost Road and Other Writings), traduit par Daniel Lauzon (1987) ;
6. The Return of the Shadow (The History of The Lord of the Rings, volume 1) (1988) ;
7. The Treason of Isengard (The History of The Lord of the Rings, volume 2) (1989) ;
8. The War of the Ring (The History of The Lord of the Rings, volume 3) (1990) ;
9. Sauron Defeated (The History of The Lord of the Rings, volume 4) (1992) ;
10. Morgoth's Ring (The Later Silmarillion, volume 1) (1993) ;
11. The War of the Jewels (The Later Silmarillion, volume 2) (1994) ;
12. The Peoples of Middle-earth (1996).

Un treizième volume est paru en 2002, The History of Middle-earth: Index, reprenant ensemble tous les index des douze précédents volumes.

## Historique
Une partie de ces histoires est très ancienne comparativement au Seigneur des anneaux, tant dans la narration que dans la vie de J. R. R. Tolkien. Certains textes se contredisent entre eux, leur rédaction (reprise de multiples fois) s'étalant sur des décennies. Ils montrent souvent l'évolution de différentes histoires et langues. Leur forme définitive devait un jour être publiée sous la forme du Silmarillion, que Tolkien n'a jamais pu finir et que son fils Christopher a compilé et publié, faisant un choix parmi eux. Il expose ici les textes qu'il a utilisés pour « créer » ce livre de son père et donne accès à des textes inédits sur la genèse du monde et des langues imaginaires, des poèmes et lais, des textes sur Le Seigneur des anneaux (comme les premières bribes d'une suite au roman, The New Shadow, jamais poursuivie), etc.
Depuis la parution de The Peoples of Middle-earth, des inédits de Tolkien continuent d'être publiés, mais dans le cadre des fanzines Vinyar Tengwar et Parma Eldalamberon. Ces deux périodiques étant consacrés à l'étude des langues construites de Tolkien, les textes inédits qu'ils proposent sont généralement plus complexes que ceux de l'Histoire de la Terre du Milieu.